# Wanda Zalewska-Zdun
Wanda Zalewska-Zdun, ps. Rawicz (ur. 3 kwietnia 1926 w Warszawie; zm. 29 stycznia 2021) – polska plastyk i nauczycielka, uczestniczka powstania warszawskiego.

## Życiorys
Wanda Zalewska urodziła się  w Warszawie, w rodzinie Stanisław Zalewskiego i Heleny z domu Fontana, 3 kwietnia 1926 roku. Podczas II wojny światowej mieszkała w Warszawie na ul. Słowackiego, uczestnicząc w tajnych kompletach Żeńskiego Gimnazjum i Liceum im. Aleksandry Piłsudskiej na Żoliborzu. Zaprzysiężona w konspiracji w 1944 roku, przyjęła pseudonim Rawicz. Przeszła szkolenie sanitarne. Od lipca 1944 roku w Obwódzie II „Żoliborz” Okręgu Warszawskiego Armii Krajowej. Podczas powstania warszawskiego działała w następujących punktach opatrunkowych: ul. Tylżycka 2, ul. Suzina 3, ul. Krasińskiego. Przed kapitulacją Żoliborza 30 września 1944 roku była sanitariuszką w szpitalu przy ul. Krechowieckiej.
Po powstaniu przebywała najpierw w obozie przejściowym w Pruszkowie (Dulag 121), następnie w Częstochowie oraz Kawodrzy Dolnej. W 1945 roku, po odnalezieniu rodziców, powróciła do Warszawy. Nie ujawniła swojej przynależności do AK. W 1949 roku ukończyła studia na Wydziale Grafiki Akademii Sztuk Pięknych w Warszawie. W 1952 roku otrzymała dyplom ukończenia ASP (pracownia prof. Tadeusza Kulisiewicza), od 1952 roku była członkiem rzeczywistym Związku Polskich Artystów Plastyków. W latach 1949–1952 projektowała druki na tkaninach w Instytucie Wzornictwa Przemysłowego w Warszawie. W latach 1953–1960 pracowała jako plastyk. Od 1960 do 1979 roku była nauczycielką w warszawskim Zespole Szkół Odzieżowych. Od 1980 roku działała w Niezależnym Samorządnym Związku Zawodowym „Solidarność”. W okresie stanu wojennego czynna w organizowaniu niezależnych występów artystycznych, współpracując z Kościołem. Brała również udział w manifestacjach organizowanych przez podziemne struktury NSZZ „Solidarność”. W październiku 2000 roku została awansowana do stopnia podporucznika. Będąc na emeryturze, opiekowała się koleżankami, uczestnicząc w pracach solidarnościowego koła emerytów. Spotykała się z młodzieżą, opowiadając o powstaniu. Zmarła 29 stycznia 2021 roku. Pochowana na Cmentarzu Bródnowskim w Warszawie.
Od 1951 roku była zamężna ze Stanisławem Zdunem ps. Grom, wojennym łącznikiem w Lubelskim Okręgu AK. Małżeństwo miało troje dzieci: Andrzej (ur. 1952), Anna (1956–2000), Paweł (ur. 1960). Wanda Zalewska-Zdun była katoliczką, członkinią Sodalicji Mariańskiej.
Prace Wandy Zalewskiej-Zdun znajdują się w zbiorach, m.in.: Muzeum Narodowego w Warszawie, Muzeum Warszawy oraz Muzeum Okręgowego w Toruniu.

## Odznaczenia
- Warszawski Krzyż Powstańczy (4 lipca 1996)[1]
- Krzyż Armii Krajowej (15 lipca 1996)[1]
- Medal „Digno Laude” Powstańczych Służb Sanitarnych SMV (16 marca 2011)[1]
- Medal „Pro Memoria” (26 października 2011)[1]
- Złoty Medal „Za zasługi dla obronności kraju” (23 stycznia 2012)[1]
- Medal XXXV-lecia NSZZ „Solidarność” (2015)[6]
- Złota Odznaka Krajowej Sekcji Oświaty i Wychowania NSZZ „Solidarność” (18 marca 2016)[6]
- Odznaka okolicznościowa „Medal Honorowy Powstania Warszawskiego 1944, 1 VIII – 2 X” (29 lipca 2016)[1]
- Honorowa Odznaka „Semper Fidelis” Krajowego Sekretariatu Emerytów i Rencistów NSZZ  „Solidarność” (2019)[3]
- Medal 40-lecia NSZZ „Solidarność” (2020)[1]